# Anua triphaenoides
Anua triphaenoides är en fjärilsart som beskrevs av Walker 1858. Anua triphaenoides ingår i släktet Anua och familjen nattflyn. Inga underarter finns listade i Catalogue of Life.